# Psammodesmus remotus
Psammodesmus remotus är en mångfotingart som beskrevs av Loomis 1964. Psammodesmus remotus ingår i släktet Psammodesmus och familjen Platyrhacidae. Inga underarter finns listade i Catalogue of Life.